# Widjadhara
Widhjadhara („dzierżawca mądrości”, ang. Vidyadhara). Słowo pochodzi z sanskrytu i stanowi złożenie dwóch słów: widja „wiedza, mądrość” i dhara „dzierżyciel, posiadacz”.

## Hinduizm
- W hinduizmie oznacza rodzaj istoty niebiańskiej (dewy) lub tytuł wobec mędrca.

## Buddyzm
- W „Tybetańskiej Księdze śmierci i umierania” klasa dziesięciu istot (pięć par), ukazujących się zmarłemu w bardo, w siódmym dniu po śmierci.
- W buddyzmie Wadżrajany (a także w Bön) tytuł lub określenie mistrza posiadającego urzeczywistnienie intuicyjnej mądrości (rigpa), zrozumienie i przekaz nauk buddyzmu tantrycznego.

## Literatura przedmiotu
- Sogyal Rinpocze, Tybetańska księga życia i umierania, Wydawnictwo Mandala, Warszawa 2005
- Lati Rinpocze, Hopkins Jeffrey, Śmierć, stan pośredni i odrodzenie w buddyzmie tybetańskim, Wydawnictwo A, 1999
- Ireneusz Kania Tybetańska Księga Umarłych, Wydawnictwo: Oficyna Literacka, 2005, ISBN 83-89978-02-4.